# Kloster Mariánská

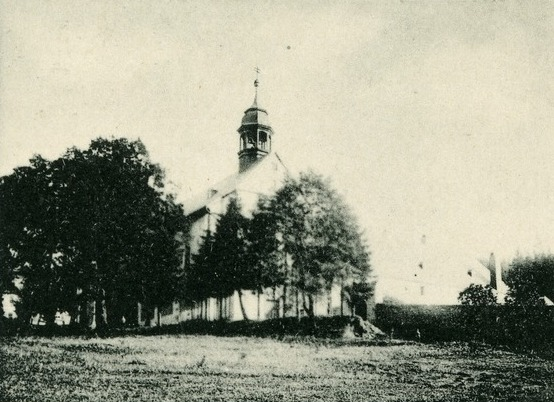
Kloster Maria Sorg (1901)

Kloster Mariasorg am oberen Rand einer Karte von 1881

Das Kloster Mariánská (deutsch Mariasorg) war ein ehemaliges Kloster der Kapuziner. Es befand sich westlich von St. Joachimsthal im tschechischen Teil des Erzgebirges am Fuße des Pleßberges und wurde in der zweiten Hälfte der 1960er Jahre abgetragen.
Mariasorg wurde 1465 erstmals urkundlich erwähnt. Es stand in der Randsiedlung „In der Sorg“, die zu Beginn des 16. Jahrhunderts durch den Silberbergbau der Grafen Schlick aufblühte. Zu dem Gnadenbild der gekrönten, hilfreichen Jungfrau Maria mit dem Jesuskind auf dem Arm in der kleinen Kapelle pilgerten immer mehr Wallfahrer, sodass 1699 eine größere steinerne Kirche für 1800 Besucher errichtet wurde. 1754 übernahmen die Kapuziner die Seelsorge und es entstand ein Kapuzinerkloster mit einem Hospital. Dieses Kloster bestand bis zum Ende des Zweiten Weltkriegs im Mai 1945. Durch den einsetzenden Uranbergbau durch Zwangsarbeiter und die Vertreibung der Deutschen aus der Tschechoslowakei verfiel das Kloster. Die zerfallenen Gebäude wurden in der zweiten Hälfte der 1960er Jahre abgetragen. Das Gnadenbild der Maria kam in die Pfarrkirche nach St. Joachimsthal.
In den Jahren 1953–1966 entstand in Greifenstein (Gemeinde St. Andrä-Wördern) bei Klosterneuburg in Österreich eine neue Wallfahrtskirche Maria Sorg.

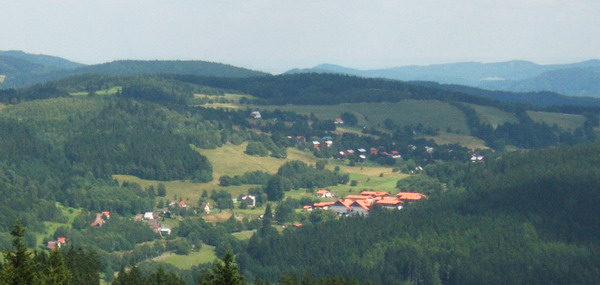
Mariánská vom Pleßberg-Turm

Heute wird der Ort Mariánská hauptsächlich von den Ferienanlagen dominiert. Durch den Ort führt der Radfernweg Euregio Egrensis.